# 陈楠 (道士)

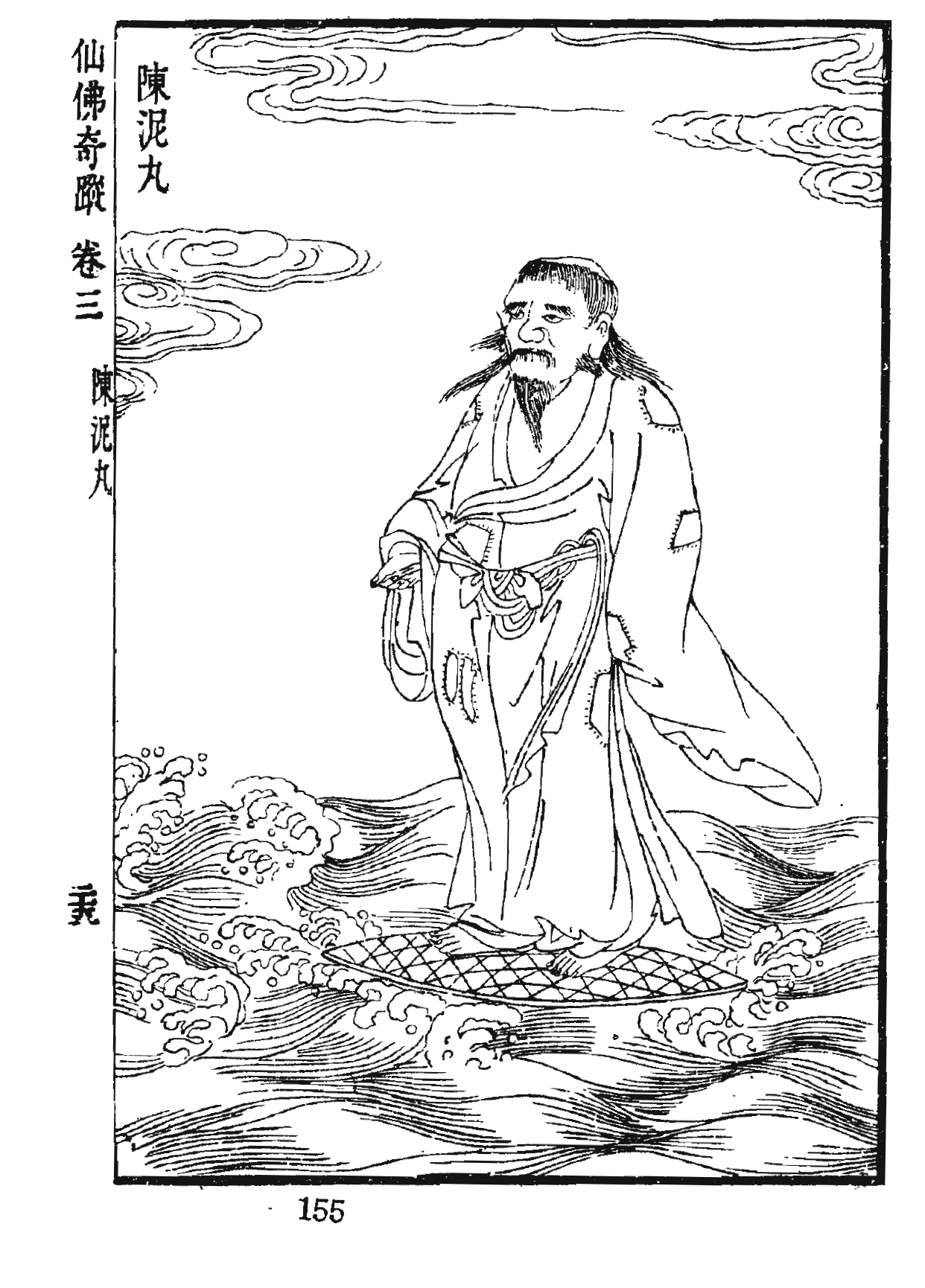
陳泥丸

陈楠（？—？），字南木，号翠虚，又号陈泥丸，广东惠州人，宋朝道教人物，金丹派南五祖之一。道教神霄派也奉他为本派雷法祖师之一。

## 簡介
先师事薛道光（薛式），自云“道光禅师薛紫贤，付我归根复命篇”。
自稱後得黎姆山神人所传授的“设坛关请雷神驱妖除魔的雷神秘书”，又得自称 “辛忠义”的道人所传“五雷法”，能够“役使鬼神，呼召雷雨，耳闻九天，目视万里”。
陈楠经常以医药、符水救人，《历世真仙体道通鉴》谓：“每人求符水，翠虚捻土付之，病多辄愈，故人呼为陈泥丸。” 后定居长沙，以丹法授白玉蟾。
《道法会元》收录有陈楠、白玉蟾所传神霄谱系。作品有《翠虛篇》等。